# Helicocephalidaceae
Helicocephalidaceae är en familj av svampar. Enligt Catalogue of Life ingår Helicocephalidaceae i ordningen Zoopagales, divisionen oksvampar och riket svampar, men enligt Dyntaxa är tillhörigheten istället ordningen Zoopagales, klassen Zygomycetes, divisionen oksvampar och riket svampar.
| Helicocephalidaceae | \| \| Rhopalomyces \| \| \| \| \| \| Helicocephalum \| \| \| \| \| \| Brachymyces \| \| \| \| |
|                     | \| \| Rhopalomyces \| \| \| \| \| \| Helicocephalum \| \| \| \| \| \| Brachymyces \| \| \| \| |
|                     | Cochlonemataceae                                                                              |
|                     |                                                                                               |
|                     | Piptocephalidaceae                                                                            |
|                     |                                                                                               |
|                     | Sigmoideomycetaceae                                                                           |
|                     |                                                                                               |
|                     | Zoopagaceae                                                                                   |
|                     |                                                                                               |
|                     | Basidiolum                                                                                    |
|                     |                                                                                               |
|                     | Massartia                                                                                     |
|                     |                                                                                               |
|                     | Rhopalomyces                                                                                  |
|                     |                                                                                               |
|                     | Helicocephalum                                                                                |
|                     |                                                                                               |
|                     | Brachymyces                                                                                   |
|                     |                                                                                               |

|  | Rhopalomyces   |
|  |                |
|  | Helicocephalum |
|  |                |
|  | Brachymyces    |
|  |                |

## Källor

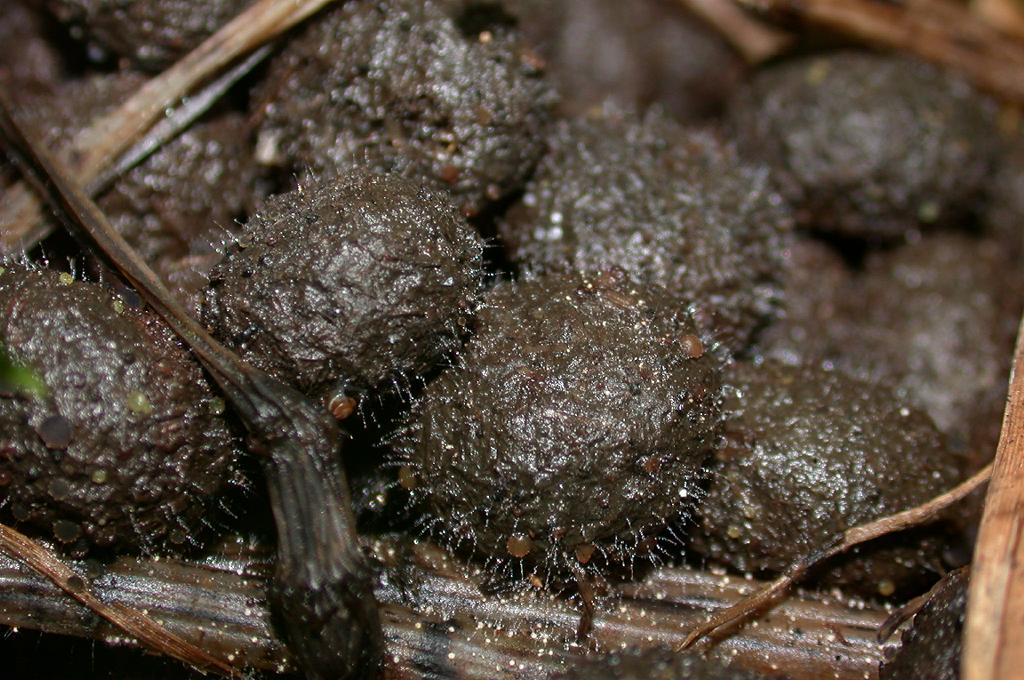